# Тань Чжунъи
Тань Чжунъи́ (кит. упр. 谭中怡, пиньинь Tán Zhōngyí; род. 29 мая 1991, Чунцин) — китайская шахматистка, гроссмейстер (2017). 16-я чемпионка мира (2017—2018).

## Шахматная карьера
В составе женской сборной Китая — участница 3 шахматных олимпиад (2008, 2014, 2016) и 4 командных чемпионатов мира (2009—2015; в 2009 году — за вторую сборную).
На Олимпиаде 2016 года выиграла две золотых медали — в командном зачёте и за лучший результат (перформанс 2565; +7 −0 =4) на 4-й доске. Победитель женского командного чемпионата мира (2011).
Чемпионка Китая (2015).
Заняла третье место на первом Кубке мира по шахматам среди женщин (2021).
Победительница турнира претенденток 2024 года (+5=8-1).

## Изменения рейтинга
| Графики недоступны из-за технических проблем. См. информацию на Фабрикаторе и на mediawiki.org. |